# کنزه‌رود (خداآفرین)
کنزه‌رود یکی از روستاهای استان آذربایجان شرقی است که در دهستان منجوان غربی بخش منجوان شهرستان خداآفرین واقع شده‌است.